# Lizette Thorne
Lizette Thorne (Birmingham, 24 novembre 1882 – Los Angeles, 3 novembre 1970) è stata un'attrice britannica che ha lavorato all'epoca del muto negli Stati Uniti.

## Filmografia
- Hunted Down
- A Daughter of the Redskins, regia di Otis Turner - cortometraggio (1912)
- The Mountain Girl's Self-Sacrifice, regia di Harry A. Pollard - cortometraggio (1912)
- The Greater Strength, regia di Henry Otto - cortometraggio (1915)
- Reprisal, regia di Henry Otto - cortometraggio (1915)
- The Resolve, regia di Henry Otto - cortometraggio (1915)
- His Obligation, regia di William Bertram - cortometraggio (1915)
- The Jilt, regia di Henry Otto - cortometraggio (1915)
- Mixed Wires , regia di Henry Otto - cortometraggio (1915)
- The Divine Decree, regia di Henry Otto - cortometraggio (1915)
- The Forecast, regia di Henry Otto - cortometraggio (1915)
- It Was Like This, regia di Henry Otto - cortometraggio (1915)
- Just as It Happened, regia di Charles Bartlett - cortometraggio (1915)
- The Sting of It, regia di Charles Bartlett - cortometraggio (1915)
- Visitors and Visitees, regia di Charles Bartlett - cortometraggio (1915)
- Alice of Hudson Bay, regia di Charles Bartlett - cortometraggio (1915)
- The End of the Road, regia di Thomas Ricketts - cortometraggio (1915)
- A Broken Cloud - cortometraggio (1915)
- Curly, regia di Donald MacDonald - cortometraggio (1915)
- In the Sunset Country, regia di Frank Cooley - cortometraggio (1915)
- The Clean-Up, regia di Charles Bartlett - cortometraggio (1915)
- The Pitch o' Chance, regia di Frank Borzage - cortometraggio (1915)
- The Thoroughbred, regia di Charles Bartlett (1916)
- Wild Jim, Reformer, regia di Frank Cooley - cortometraggio (1916)
- Powder, regia di Arthur Maude (1916)
- True Nobility, regia di Donald MacDonald (1916)
- The Bruiser, regia di Charles Bartlett (1916)
- The Pendulum of Chance, regia di Thomas Ricketts - cortometraggio (1916)
- His Masterpiece, regia di Thomas Ricketts - cortometraggio (1916)
- A Broken Genius, regia di Thomas Ricketts - cortometraggio (1916)
- Pierre Brissac, the Brazen, regia di Thomas R. Ricketts - cortometraggio (1916)
- The Pretender, regia di Thomas Ricketts - cortometraggio (1916)
- Repaid, regia di Thomas Ricketts - cortometraggio (1916)
- Convicted for Murder, regia di Thomas Ricketts - cortometraggio (1916)
- The Fate of the Dolphin, regia di Thomas Ricketts - cortometraggio (1916)
- Love's Bitter Strength, regia di Alfred Hollingsworth - cortometraggio (1916)
- Out of the Rainbow, regia di Thomas Ricketts - cortometraggio (1916)
- The Power of Mind, regia di Thomas Ricketts - cortometraggio (1916)
- Ruth Ridley Returns, regia di Alfred Hollingsworth - cortometraggio (1916)
- El Diablo, regia di William Bertram, Murdock MacQuarrie - cortometraggio (1916)
- The Key, regia di Alfred Hollingsworth - cortometraggio (1916)
- The Dreamer, regia di Alfred Hollingsworth - cortometraggio (1916)
- The Gambler's Lost Love, regia di Murdock MacQuarrie - cortometraggio (1916)
- Faith, regia di James Kirkwood (1916)
- A Dream or Two Ago, regia di James Kirkwood (1916)
- Mary's Ankle, regia di Lloyd Ingraham (1920)
- A Broken Doll, regia di Allan Dwan (1921)
- Penny of Top Hill Trail, regia di Arthur Berthelet (1921)